# آردیت گاشی
آردیت گاشی (انگلیسی: Ardit Gashi؛ زادهٔ ۲۷ نوامبر ۱۹۹۸) بازیکن فوتبال است.
از باشگاه‌هایی که در آن بازی کرده‌است می‌توان به باشگاه فوتبال تورینو اشاره کرد.
وی همچنین در تیم ملی فوتبال زیر ۲۱ سال کوزوو بازی کرده‌است.